# Sinselbeek (buurtschap)
Sinselbeek (Limburgs: Sinselbaach) is een buurtschap tussen Wittem en Partij in de gemeente Gulpen-Wittem in de Nederlandse provincie Limburg. De buurtschap ligt aan de Provinciale weg 278 van Maastricht naar Aken in het Selzerbeekdal. Langs de buurtschap stroomt de Selzerbeek of Sinselbeek, waar de buurtschap haar naam aan dankt.
Tussen 1922 en 1938 was er een halte van de tramlijn Maastricht-Vaals in Sinselbeek.
Dorpen: Epen · Eys · Gulpen · Mechelen · Nijswiller · Partij-Wittem · Reijmerstok · Slenaken · Wahlwiller · Wijlre

Gehuchten en buurtschappen: Beertsenhoven · Berghem · Berghof · Beutenaken · Billinghuizen · Bissen · Bommerig · Broek · Cartils · Crapoel · Dal · Diependal · Elkenrade · Elzet · Eperheide · Etenaken · Euverem · Eyserhalte · Eyserheide · Gracht Burggraaf · Heijenrath · Helle · Hilleshagen · Höfke · Hoogcruts · Hurpesch · De Hut · Ingber · Kapolder · Kleeberg · Klein-Kullen · Klein-Kuttingen · Kosberg · Kuttingen · Landsrade · Overeys · Overgeul · Partij · Pesaken · De Piepert · Plaat · Schilberg · Schweiberg · Sinselbeek · Stokhem · Terpoorten · Terziet · Trintelen · Waterop · Wittem

Limburg: Steden en dorpen      Nederland: Provincies · Gemeenten